# Ришар, Жюль (математик)
Жюль Ришар (Жюль Антуан Ришар, фр. Jules Antoine Richard; 12 августа 1862, Бле — 14 октября 1956, Шатору) — французский математик, наиболее известный благодаря философско-математическим работам, в одной из которых описан семантический парадокс, названный его именем.
Образование получил в Высшей нормальной школе. Докторскую диссертацию о поверхностях волн Френеля защитил в 1901 году в возрасте 39 лет на факультете наук Парижского университета. Работал преподавателем в провинциальных лицеях в Туре, Дижоне и Шатору.
В период 1903—1910 годов публиковал философско-математические труды, в основном в образовательном журнале Enseignement Mathematique. В публикации 1905 года предложил оригинальный взгляд на проективную геометрию на базе теоремы Дезарга, и в рамках подхода продемонстрировал связь между результатами Штаудта, Гильберта и Мерэ.
Парадокс Ришара впервые сформулировал в письме, направленном в 1905 году главному редактору междисциплинарного научного журнала Revue générale des sciences pures et appliquées Луи Оливье (фр. Louis Olivier), в том же году письмо было опубликовано в журнале с комментариями Оливье, год спустя письмо Ришара воспроизведено в Acta Mathematica (уже без комментариев редактора французского журнала). Искал способы разрешения парадокса, в частности, пришёл к выводу о недопустимости ссылаться на номер элемента в множестве, до того как множество целиком построено (что перекликается с возникшими позднее интуиционистскими и конструктивистскими идеями). После переписки с Пеано, детально рассмотрел парадокс в контексте системы аксиом Цермело в публикации 1907 года, в рамках широко обсуждаемой в те годы проблематики парадоксов теории множеств (позднее было принято, что парадокс носит сугубо семантический, эпистемологический характер, то есть, не относится к каким-либо недостаткам наивной теории множеств).
В статье, посвящённой механике, критиковал методологические взгляды Пуанкаре, показывая как последовательный конвенционализм может быть легко доведён до абсурда.
В работе 1908 года подверг критике все существовавшие на тот момент представления о природе геометрической аксиоматики, полагая, что в качестве задачи аксиоматики должно быть «точное описание понятия равенства объектов, существующих в таком качестве в нашем представлении». В подтверждении доводов сконструировал группу преобразований, демонстрирующую различие между геометрией Лобачевского, евклидовой и римановой геометриями как задаваемый разный уровень строгости в определении равенства различных фигур — углов, прямых. Публикация вызвала некоторую полемику, в которой участвовал Пеано.
В 1924 году Альфре Анго (фр. Alfred Angot) выдвинул Ришара в качестве номинанта на Нобелевскую премию по физике (премию в том году получил Манне Сигбан).

## Публикации
- Thèses présentées à la Faculté des sciences de Paris par M. Jules Richard, 1re thèse: Sur la surface des ondes de Fresnel…, Chateauroux 1901.
- Sur la philosophie des mathématiques, Gauthier-Villars, Paris 1903.
- Sur une manière d’exposer la géométrie projective, in L’Enseignement mathématique 7, S. 366—374. 1905.
- Les principes des mathématiques et le problème des ensembles, in Revue générale des sciences pures et appliquées 16, S. 541—543. 1905.
- The principles of mathematics and the problem of sets (1905), englische Übersetzung in Jean van Heijenoort, From Frege to Gödel — A Source Book in Mathematical Logic, 1879—1931, S. 142—144. Harvard Univ. Press, 1967.
- Lettre à Monsieur le rédacteur de la Revue Générale des Sciences, in Acta Math. 30, S. 295—296. 1906.
- Sur les principes de la mécanique, in L’Enseignement mathématique 8, S. 137—143. 1906.
- Considérations sur l’astronomie, sa place insuffisante dans les divers degrés de l’enseignement, in L’Enseignement mathématique 8, S. 208—216. 1906.
- Sur la logique et la notion de nombre entier, in L’Enseignement mathématique 9, S. 39-44. 1907.
- Sur un paradoxe de la théorie des ensembles et sur l’axiome Zermelo, in L’Enseignement mathématique 9, S. 94-98. 1907.
- Sur la nature des axiomes de la géométrie, in L’Enseignement mathématique 10, S. 60-65. 1908.
- Sur les translations, in L’Enseignement mathématique 11, S. 98-101. 1909.
- Contre la géométrie expérimentale, in Revue de l’Enseignement des Sciences, S. 150. 1910.